# 弘前倉庫
弘前倉庫株式会社（ひろさきそうこ）とは青森県弘前市に本社を置き、同市内近隣に物流施設を所有する営業倉庫・運送事業者。

## 会社概要
出典
保有車両
トレーラー、トラクタ、大型トラック、中型トラック、小型トラック
倉庫面積
低温（定湿）倉庫が延床営業面積 約26,470平方メートル、常温倉庫が延床営業面積 約1,393平方メートルの延床営業面積、合計約27,900平方メートル（約8,454坪）
農業農地
青森県弘前市相馬1.5ヘクタール、青森県下北郡佐井村1.4ヘクタール
加盟協会
青森県倉庫協会加盟29社のうちの1社である。青森県食糧保管協会加盟8社のうちの1社である。青森県トラック協会加盟のうちの1社である。日本カシス協会加盟のうちの1社である。

## 近代県史上の同一社名企業
1953年設立の大周商店から弘前倉庫へは1981年に社名変更を行っており、青森県史デジタルアーカイブスに残る資料年月日、1918年12月15日の記述「弘前倉庫」とは営む市町村所在地および社名が同一というだけで史実時系列からも関係がない。

## 沿革
出典
- 1953年（昭和28年）10月 - 林檎および加工品の卸業として大周商店設立
- 1960年（昭和35年）11月 - 冷蔵倉庫業を開始
- 1981年（昭和56年）8月 - 社名を弘前倉庫株式会社に変更
- 2005年（平成17年）1月 - 弘前市内に稲田倉所開設
- 2006年（平成18年）3月 - 青森支店（青森市）ならびに青森西営業所（青森市）を開設
- 2014年（平成26年）9月 - 青森総合流通団地内「流通団地低温倉庫」倉所を開設
- 2015年（平成27年）11月 - 大釈迦工業団地内にBTS型物流施設「青森流通センター」を開設
- 2016年（平成28年）9月 - 国立大学法人弘前大学とカシスに関する産学連携・共同研究開始[8]
- 2017年（平成29年）
  - 2月 - 農地中間管理機構を通じて弘前地域に農地を借地
  - 8月 - 農業経営改善計画が認められ認定農業者となる
- 2018年（平成30年）
  - 2月 - 人・農地プランの中心経営体として位置付けられた認定農業者となる
  - 4月 - 農作物栽培及び農産品製造販売に関わる農業事業部を開設
  - 10月 - 青森テクノポリスハイテク工業団地漆川内「漆川工業団地低温倉庫 第一号」倉所を開設
- 2019年（平成31年・令和元年）
  - 2月 - 「冷凍カシス果実」販売開始
  - 5月 - 農地中間管理機構を通じて下北郡佐井村地域に農地を借地
  - 9月 - 弘前市栽培 飲料「Good Cassis100%カシス果汁」を新発売[9][10]
  - 10月 - 青森テクノポリスハイテク工業団地漆川内「漆川工業団地低温倉庫 第二号」倉所を開設
- 2020年（令和2年）
  - 1月 -  青森テクノポリスハイテク工業団地漆川内「漆川工業団地低温倉庫 第三号」倉所を開設
  - 6月 -  学校法人柴田学園と連携協定締結[11][12]
- 2021年（令和3年）
  - 3月 -  佐井村栽培カシス原料提供の村特産ホップ・クラフトビール「海辺のカシス」[13]が新発売
  - 11月 -  不動産事業部を廃止し不動産会社「株式会社 大周 」を設立、分社化

- 2022年（令和4年）1月 -  八幡館工業団地内「大鰐弘前インター低温倉庫」倉所を開設
  - 2月 -  カシス料理コンペ第一回
  - 9月 -  カシス・スイーツコンペ第二回[14]

## 事業部活動
運送事業部
自社保有車輌による貸切便の他に、北海道から中部関西圏まで協力会社の輸送ネットワークと力を合わせ全国へのトラック輸送を展開
倉庫事業部
定温・定湿・常温等の保管荷役業務を提供しており、倉庫業法に基づく基準を満たし許可を受けた営業倉庫 戦後の食糧庁指定倉庫時代から続く長年の備蓄米、民間米の保管管理から得た技術と経験を生かした米・麦・豆等の穀類を良好な品質を保持するための温度・湿度管理を徹底する。
農業事業部
農業には2017年から本格参入している。健康食品として注目されるカシスの大規模栽培を目指して佐井村に遊休農地約1.4ヘクタールを借りて苗木5000本の定植を行う。栽培面積を20ヘクタールに拡大し2026年には100トン超えの収穫を目指している。2017年から弘前市相馬で1.5ヘクタールの農地でカシス栽培も行っており、地元の弘前大学と共同研究を進めている。中南津軽地域におけるカシスの栽培研究と加工品の開発研究、機能性成分研究の成果として2019年9月に「Good Cassis100%カシス果汁」を発売するに至る。他に冷凍果実、冷凍ピューレを加工販売している。また、ジャフマックから発売されている発酵飲料「贅沢国産カシス」にも弘前倉庫のカシスが使われている。 啓蒙活動として地元小学生や園児を招いたカシス収穫体験学習なども行っている。近年は学校法人柴田学園とカシス・スイーツコンペなどを協賛開催、カシス材料を提供した。

## その他活動
2021年1月25日、世界自然遺産白神山地の主峰「白神岳山頂避難小屋」のネーミングライツを取得。名称は「白神岳大周満天避難小屋」と命名。「山を愛する者の一人として避難小屋の大切さを理解。お役に立てれば嬉しい。」と応募し審査会を経てパートナーに決定。命名権料は避難小屋の大規模修繕に備えて基金として積立される。